# 北山雅康
北山 雅康（きたやま まさやす、1967年4月15日 - ）は、京都府出身の俳優。有限会社is所属。身長170cm。

## 出演

### 映画
- ダウンタウンヒーローズ（1988年）
- 男はつらいよシリーズ - 三平（「くるまや」の店員、カフェくるまやの店長） 役
  - 男はつらいよ 寅次郎サラダ記念日（1988年）
  - 男はつらいよ 寅次郎心の旅路（1989年）
  - 男はつらいよ ぼくの伯父さん（1989年）
  - 男はつらいよ 寅次郎の休日（1990年）
  - 男はつらいよ 寅次郎の告白（1991年）
  - 男はつらいよ 寅次郎の青春（1992年）
  - 男はつらいよ 寅次郎の縁談（1993年）
  - 男はつらいよ 拝啓車寅次郎様（1994年）
  - 男はつらいよ 寅次郎紅の花（1995年）
  - 男はつらいよ 寅次郎ハイビスカスの花 特別篇（1997年）
  - 男はつらいよ お帰り 寅さん（2019年）
- 息子（1991年）
- 釣りバカ日誌シリーズ - 浅利（営業三課） 役
  - 釣りバカ日誌5（1992年）
  - 釣りバカ日誌6（1993年）
  - 釣りバカ日誌スペシャル（1994年）
  - 釣りバカ日誌7（1994年）
  - 釣りバカ日誌8（1996年）
  - 釣りバカ日誌9（1997年）
  - 釣りバカ日誌10（1998年）
  - 釣りバカ日誌イレブン（2000年）
  - 釣りバカ日誌12 史上最大の有給休暇（2001年）
  - 釣りバカ日誌13 ハマちゃん危機一髪!（2002年）
  - 釣りバカ日誌14 お遍路大パニック!（2003年）
  - 釣りバカ日誌15 ハマちゃんに明日はない!?（2004年）
  - 釣りバカ日誌16 浜崎は今日もダメだった♪♪（2005年）
  - 釣りバカ日誌17 あとは能登なれハマとなれ!（2006年）
  - 釣りバカ日誌18 ハマちゃんスーさん瀬戸の約束（2007年）
  - 釣りバカ日誌19 ようこそ!鈴木建設御一行様（2008年）
  - 釣りバカ日誌20 ファイナル（2009年）
- 学校（1993年）
- ビリケン（1996年） - 学童指導員
- 学校II（1996年）
- 学校III（1998年）
- 踊る大捜査線 THE MOVIE（1998年） - 坂下始 役
- 踊る大捜査線 THE FINAL 新たなる希望（2012年）- 坂下始 役
- 十五才 学校IV（2000年）
- スペーストラベラーズ（2000年）
- サトラレ（2001年）
- たそがれ清兵衛（2002年）
- UDON（2006年） - 坂下始 役
- 雨の町（2006年）
- おかえり、はやぶさ（2012年）
- 家族はつらいよ（2016年）
- シン・ゴジラ（2016年） - 笹上高尋 役[1]
- 岬の兄妹（2018年） - 溝口肇 役
- 僕はイエス様が嫌い（2019年） - 木暮諄一 役
- キネマの神様（2021年） - 借金取立人 役
- 梅切らぬバカ（2021年）
- さがす（2022年）‐スーパーマーケット店長 役
- こんにちは、母さん（2023年）- 巡査 役
- 断捨離パラダイス（2023年）- 社長 役
- 裏社員。-スパイやらせてもろてます‐（2025年）[2]
- 蔵のある街（2025年公開予定）[3]

### テレビドラマ
- 珠玉の女（1992年-1993年、よみうりテレビ・VSO） - 北川 役
- 付き馬屋おえん事件帳 第2シリーズ （1993年、テレビ東京・松竹）
- 火曜サスペンス劇場（日本テレビ）
  - 「松本清張スペシャル・喪失の儀礼」（1994年、松竹） - 萩原雄一 役
  - 「警視庁鑑識班1 - 13」（1996年5月14日 - 2002年1月8日） - 青柳浩平 役（捜査一課刑事・中山淳彦の後輩）
- 禁じられた遊び（1995年、よみうりテレビ）
- 金曜エンタテイメント「松本清張スペシャル・火と汐」（1996年、フジテレビ） - 中山 役
- HERO 第4話（2001年、フジテレビ） - 小山田秀二 役
- 顔 (2003年のテレビドラマ)（2003年） - 井上刑事
- 世にも奇妙な物語 「空白の人」（2004年） - 山形医師
- 相棒（テレビ朝日）
  - season6 第5話「裸婦は語る」（2007年11月21日） - 巡査・太田 役
  - season22 第17話「インビジブル」（2024年2月21日） - 城北中央署署員・吉原 役
- SP 警視庁警備部警護課第4係 第5話（2007年12月1日） - 海老原圭介 役
- パズル 第2話（2008年、朝日放送） - 石原啓介 役
- 水戸黄門（TBS）
  - 第39部 第21話「狙え一攫千金・堺」（2009年） - 与之助 役
  - 第40部 第8話「ニセ黄門の大芝居!・盛岡」（2009年） - 助八役
- 仮面ライダーディケイド（2009年、テレビ朝日） - 田中 役
- 土曜ワイド劇場（テレビ朝日）
  - 「西村京太郎トラベルミステリー54・伊豆の海に消えた女」（2010年）
  - 「大崎郁三の事件散歩」（2012年） - 早野考幸 役
  - 「法医学教室の事件ファイル35」（2012年） - 松田紘一 役
- 牙狼＜GARO＞〜MAKAISENKI〜 （2011年、テレビ東京） - 忍田諒一 役
- 黄昏流星群〜星降るホテル〜（2012年6月26日、関西テレビ）
- 黒い報告書（2012年12月8日、BSジャパン） - 湯川信夫 役
- 新・ミナミの帝王（2013年1月5日、関西テレビ） - 田中 役
- 警部補 矢部謙三2 最終話（2013年8月30日、テレビ朝日） - 高嶋幸次 役
- 特集ドラマ「生きたい たすけたい」（2014年3月11日、NHK） - 野村幸二郎 役
- リスクの神様 第3話(2015年7月22日、フジテレビ） - 薮谷虎之助の秘書 役
- 世にも奇妙な物語 「夢を売る男」<リメイク版>（2015年11月21日） - 内野孝夫 役
- 大岡越前3 第4話（2016年2月5日、NHK BSプレミアム） - 伝助 役
- 北海道警事件ファイル 警部補 五条聖子5 〜旭川・美瑛・知床 幻のエゾオオカミの謎〜(2017年3月19日、テレビ東京) - 有賀美咲 役
- 警部補・碓氷弘一（2017年4月9日、テレビ朝日） - 青柳刑事 役
- 警視庁いきもの係 第6話（2017年8月13日、フジテレビ） - 村田透 役
- 贋作 男はつらいよ（2020年1月5日 - 1月26日、NHK BSプレミアム） - 諏訪博 役
- 絶メシロード 第1話・第2話・第7話・第8話・第11話（2020年1月25日・2月1日・3月7日・14日・4月4日、テレビ東京） - 疋田 役
- 日曜プライム 西村京太郎トラベルミステリー71（2020年） - 中ノ島泰彦 役
- ドラマW さまよう刃（2021年）- 倉田刑事 役
- 続 遙かなる山の呼び声（2022年9月17日、NHK BSプレミアム・BS4K）- 瀬戸俊次 役[4]
- シッコウ!!〜犬と私と執行官〜 第4話・第5話（2023年8月1日・8月8日、テレビ朝日） - 木滑誉夫 役
- わが家は楽し（2025年3月13日、TBS） - 近藤 役[5]

### 舞台
- 吉本百年物語 笑う門には、大大阪（2012年、なんばグランド花月） - 花菱アチャコ 役
- 朗読劇『タチヨミ-最終巻-』（2025年6月11日 - 15日、本多劇場）[6]